# Rudolf Chrobak

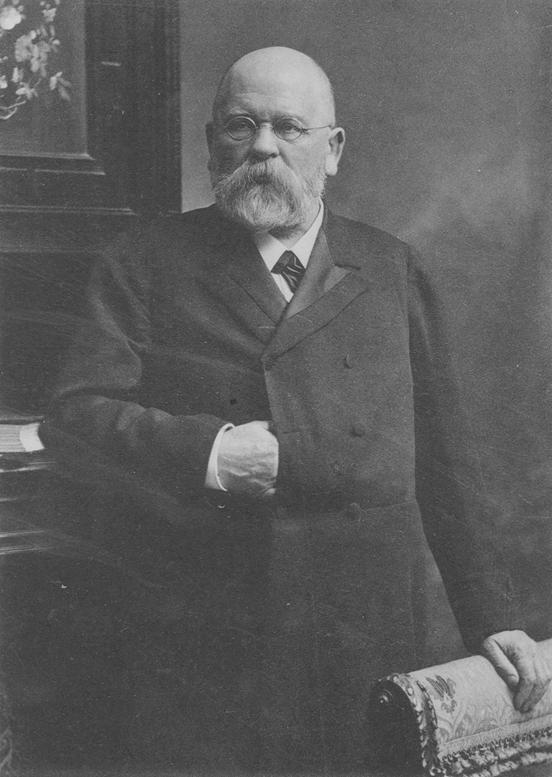
Rudolf Chrobak

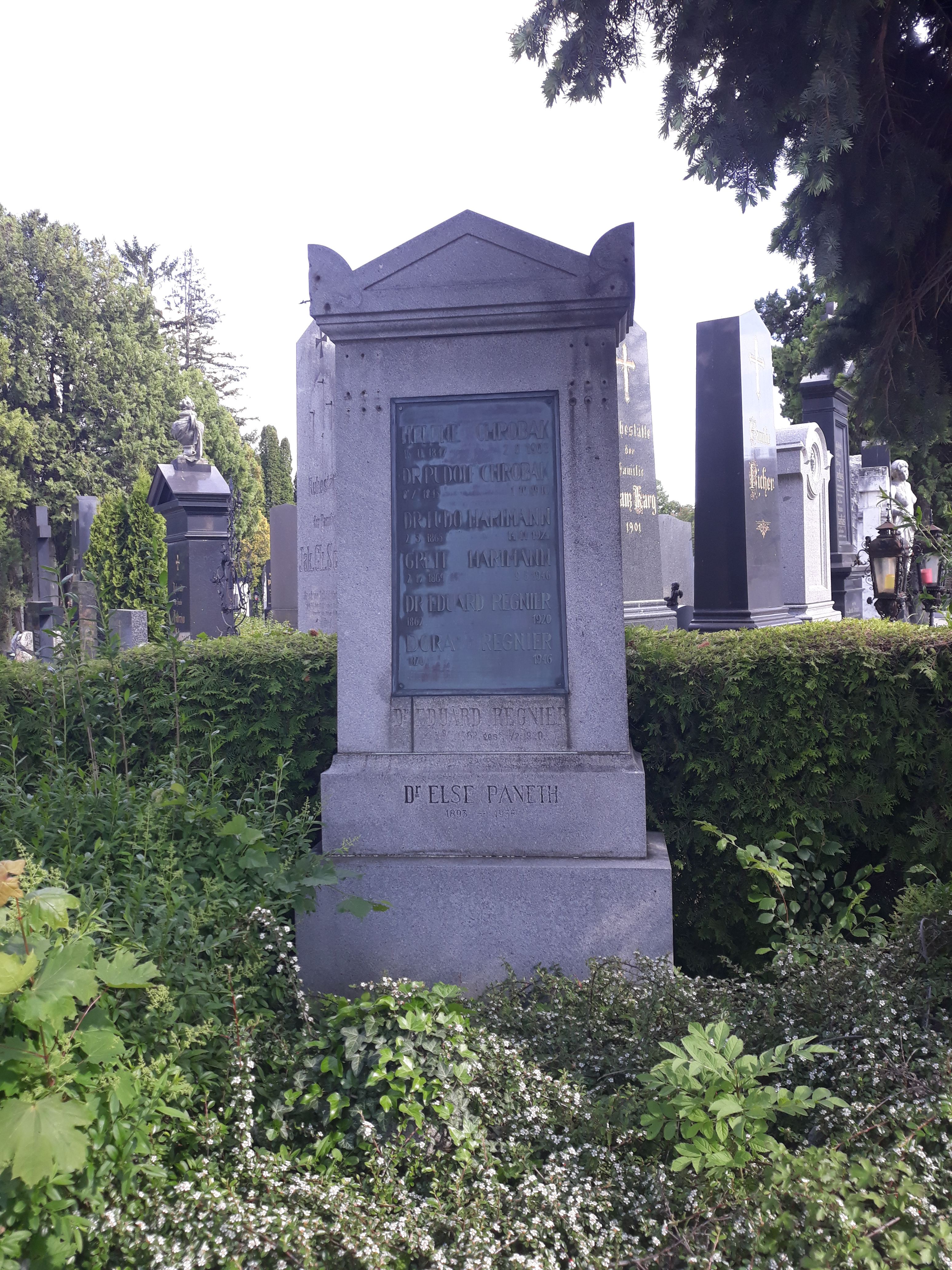
Das Grab von Rudolf Chrobak und seiner Ehefrau Helene geborene Lumpe im Familienmgrab auf dem Döblinger Friedhof in Wien

Rudolf Chrobak (* 8. Juli 1843 in Troppau, heute Opava, Schlesien; † 1. Oktober 1910 in Wien) war ein österreichischer Gynäkologe.

## Leben und Wirken
Rudolf Chrobak wurde als Sohn eines Arztes geboren. Er studierte an der Universität Wien Medizin und wurde 1866 promoviert. Er erlangte Kenntnisse in der Physiologie unter Ernst Wilhelm von Brücke. Anfänglich arbeitete er unter Johann von Oppolzer in der Zweiten Wiener Medizinischen Schule. Später wechselte er an die II. Wiener Universitätsfrauenklinik.
Nach seiner Habilitation arbeitete er dort ab 1870 als Privatdozent. 1879 wurde er zum außerplanmäßigen Professor an der Wiener Universität ernannt. 1889 wurde er als Nachfolger des verstorbenen August Breisky zum ordentlichen Professor berufen. Diese Funktion hatte er bis zu seiner Emeritierung 1908 inne. Sein Nachfolger wurde Alfons von Rosthorn, der bereits als Assistent unter seiner Leitung gearbeitet hatte. Weitere Schüler waren Ernst Wertheim und Emil Knauer (1867–1935).
Chrobak starb 1910 in Wien im Alter von 67 Jahren. Er wurde am Döblinger Friedhof bestattet.
Chrobak war nach Heinrich Fritsch der sechste Präsident der Deutschen Gesellschaft für Gynäkologie und leitete 1895 deren 6. Kongress in Wien.
Zusammen mit Friedrich Schauta, seit 1891 Leiter der I. Wiener Universitätsfrauenklinik, entwarf und leitete Chrobak den Neubau der Wiener Frauenkliniken. Er gilt als einer der Mitbegründer der modernen Gynäkologie. Chrobak ermunterte seinen Schüler Emil Knauer zu Transplantationsversuchen von Ovarien an Kaninchen und legte damit den Grundstein für die gynäkologische Endokrinologie.
Mit dem Namen Chrobaks sind noch heute Begriffe in der Gynäkologie verbunden:
- Chrobakscher Sondenversuch: Eine Sonde bricht tief in nekrotisches Gewebe beim Zervixkarzinom ein
- Chrobaksche Operation: supravaginale Hysterektomie
- Otto-Chrobak-Becken: nach dem deutschen Anatomen Adolph Wilhelm Otto (1786–1845) und Chrobak benannte Vorwölbung von Hüftpfanne und -kopf („Protrusio acetabuli“) in das kleine Becken.

Im Jahr 1912 wurde in Wien Rudolfsheim-Fünfhaus (15. Bezirk) die Chrobakgasse nach ihm benannt.

## Schriften (Auswahl)
- Die mikroskopische Anatomie des Uterus. In: Salomon Stricker: Handbuch der Lehre von den Geweben des Menschen und der Thiere. (1871–1873).
- Ueber bewegliche Niere und Hysterie.
- Die Erkrankungen der weiblichen Geschlechtsorgane (mit Alfons von Rosthorn) In: Carl Wilhelm Hermann Nothnagel: Handbuch der speciellen Pathologie und Therapie.
- Untersuchungsmethoden und Gynäkologische Therapie. In: Franz von Pitha, Theodor Billroth: Handbuch der Frauenkrankheiten. 1879.